# Сакалаз
Сакалаз (рум. Săcălaz) насеље је у Румунији у округу Тимиш у истоименој општини. Oпштина се налази на надморској висини од 84 m.

## Прошлост
Према "Румунској енциклопедији" место се први пут помиње 29. децембра 1392. године. Име "Закалхаза" задржало је до 1520. године.  По царском патенту из 1763. године православно становништво је расељавано, да би остало места за колонисте.
Калуђери српског манастира Пећке патријаршије су 1666. године посетили Сакалаз. Ту су пописали приложнике из тог српског села. ДомаћинSIRUTA код кога су коначили Радак "писао је себи 80 литургија", Фијат - 40 литургија а Неша и Радован платили су за проскомидију.
Од 1765. године креће интензивна колонизација Немаца у место. Након неколико таласа они су постали већинско становништво. Православни Румуни се одсељавају у Торак, а православни Срби у Мали Берегсау или Немет.
Аустријски царски ревизор Ерлер је 1774. године констатовао да је место Сакалаз у Барачком округу, Чанадског дистрикта. Ту се налазила тада римокатоличка црква а становништво је било претежно немачко.

## Становништво
Према подацима из 2021. године у насељу је живело 6482 становника.

### Попис2002.
| Расподела становништва по националности 2002.‍ | Расподела становништва по националности 2002.‍ | Расподела становништва по националности 2002.‍ | Расподела становништва по националности 2002.‍ | Расподела становништва по националности 2002.‍ |
| --------------------------------------------- | --------------------------------------------- | --------------------------------------------- | --------------------------------------------- | --------------------------------------------- |
|                                               |                                               |                                               |                                               |                                               |
| Румуни                                        | Румуни                                        |                                               | 5.903                                         | 94,1%                                         |
| Мађари                                        | Мађари                                        |                                               | 92                                            | 1,5%                                          |
| Роми                                          | Роми                                          |                                               | 73                                            | 1,2%                                          |
| Украјинци                                     | Украјинци                                     |                                               | 5                                             | 0,1%                                          |
| Немци                                         | Немци                                         |                                               | 40                                            | 0,6%                                          |
| Срби                                          | Срби                                          |                                               | 152                                           | 2,4%                                          |
| Словаци                                       | Словаци                                       |                                               | 3                                             | 0,0%                                          |
| Бугари                                        | Бугари                                        |                                               | 4                                             | 0,1%                                          |